# Madonna z Dzieciątkiem (rzeźba Parlera)
Madonna z Dzieciątkiem – kamienna rzeźba figuralna z okresu gotyku, wykonana przez rzeźbiarza z warsztatu Piotra Parlera.
Rzeźba, wykonana w piaskowcu, o wysokości 123 cm przedstawia Maryję trzymającą na rękach Dzieciątko Jezus. Jezus bawi się fibulą spinającą płaszcz Maryi. Dzieło to powstało w ok. 1360–1370 roku w okolicach Cieszyna. Istnieją spekulacje, że mogło ono być częścią ołtarza z kaplicy cieszyńskiego zamku. Obecnie znajduje się w Muzeum Śląska Cieszyńskiego.
Kopia figury Madonny z Dzieciątkiem znajduje się na Starym Targu w Cieszynie.
Rzeźba była dwukrotnie wypożyczana na wystawy: w 2002 do praskich Hradczan oraz w 2006 do Muzeum Miedzi w Legnicy na wystawę „Śląsk – perła w koronie czeskiej”.